# Komora grobowa
Komora grobowa – w starożytnym Egipcie sala sarkofagowa, komora „odrodzenia”, miejsce wiecznego pobytu zmarłego, zwane „Dżeser-dżeseru” – „Święte Świętych”.
W okresie Starego Państwa, za panowania władców IV, V i VI dynastii, komora grobowa, zwana „komorą odrodzenia”, umieszczana była we wnętrzu piramidy lub pod nią wykuta w podłożu. W wielkiej piramidzie Cheopsa znajdują się aż trzy komory grobowe: jedna pod powierzchnią podłoża tzw. komora pierwotna i dwie we wnętrzu: Komora Królowej oraz, umieszczona mniej więcej na 1/3 wysokości piramidy – Komora Króla. W sali tej o wymiarach 5,2x10,8x5,8 m wysokości, posadzkę i ściany wykonano z ciemnoczerwonego granitu. Jej płaski sufit tworzy dziewięć 50-tonowych bloków takiego samego granitu co reszta pomieszczenia. Jedyną rzeczą, znajdującą się w jej wnętrzu, jest sarkofag wykonany z czarnego granitu (dziś mocno już zniszczony i uszkodzony, pozbawiony pokrywy). Ściany pozbawione są jakichkolwiek dekoracji, malowideł czy też inskrypcji.
W piramidzie Chefrena wnętrze jest o wiele skromniejsze. Korytarze obłożone są czerwonym granitem, a komora grobowa, znajdująca się częściowo pod powierzchnią podłoża wapieniem. Sufit stanowi dwuspadowe sklepienie. Znajduje się w niej piękny, granitowy sarkofag. Tu także ściany pozbawione są jakichkolwiek inskrypcji czy dekoracji.
Komory grobowe w piramidach ostatniego władcy V dynastii i władców VI dynastii zasadniczo różnią się od ich poprzedników. Piramidy Unisa, Pepi I, Teti i Pepi II zwane są „Mówiącymi Piramidami” z racji tekstów, znajdujących się na ścianach przedsionków i samych komór grobowych, zwanych Tekstami Piramid.
W okresie Nowego Państwa na skutek trwającego od dziesiątek lat, złodziejskiego procederu, w wyniku którego ograbiono i zniszczono wiele królewskich nekropolii, władcy XVIII dynastii podjęli decyzję całkowicie zmieniającą odwieczną tradycję grzebalną. Jako pierwszy dokonał tego Totmes I polecając wykonanie dla siebie podziemnego, tajnego grobowca w odludnym miejscu, nieopodal urwiska płaskowyżu Pustyni Libijskiej, w miejscu zwanym Sechet-aat, co znaczy „Wielka Łąka”, dziś znanym jako Dolina Królów. W wyniku tej decyzji zaczęto drążyć podziemne grobowce, które z czasem przekształciły się w hypogea, podziemne labirynty korytarzy, pochylni, schodów i sal. Komora grobowa znajdująca się z reguły na końcu lub pod koniec kompleksu od tej pory stała się wspaniałą, ogromną salą (w wielu grobowcach o powierzchni od 160 do ponad 200 m²), stanowiącą miejsce „wiecznego pobytu króla”. Zazwyczaj była to sala z czterema, sześcioma lub ośmioma filarami oraz kilkoma bocznymi pomieszczeniami, stanowiącymi „magazyny” wyposażenia króla w podróży po Zaświatach. W centralnym miejscu sali znajdował się królewski sarkofag wykonany zazwyczaj z: alabastru, kwarcytu, granitu lub rzadziej – bazaltu. Ściany całego grobowca, a w szczególności komory grobowej, pokryte były reliefami i wspaniałymi malowidłami, a także tekstami z Królewskich Ksiąg Grobowych: Księgi Amduat, Księgi Bram, Dnia i Nocy, Jaskiń, Ziemi... Sam, pełny tytuł Księgi Amduat przedstawia powody umieszczania świętych tekstów w królewskich grobowcach: ...”Pisma ukrytej komnaty, siedziby dusz, bogów, cieni, i ich akcji... Dla poznania dusz Duat, dla ich aktów, dla poznania aktów wychwalania boskiej światłości, dla poznania tajemnych mocy, dla poznania zawartości godzin i ich bogów. By wiedzieć to, co On im mówi, by znać bramy i drogi, jakimi podąża Wielki Bóg, by znać bieg godzin...”. Malowidła przedstawiają króla przed obliczem Ozyrysa – Króla Zaświatów, Wielkiego Sędziego Zmarłych, ukazują „podróż ku kresowi nocy”, ceremonie mumifikacji oraz ceremonie „Otwarcia Ust”, wszędzie widnieją wizerunki bogini Nieba Nut w towarzystwie boga Ziemi Geb i niekiedy boga Powietrza Szu. Najwspanialszą, chyba spośród wszystkich, komorę grobową, wykonano dla faraona Seti I. Wszędzie znajdują się wizerunki bogów oraz teksty Świętych Ksiąg. Na ciemnoniebieskim suficie uwieczniono zapis astronomiczny układu konstelacji w chwili narodzin Seti I. Gwiazdozbiory przedstawione są w formie ogromnych złocistych postaci, wśród których znajdują się bogowie Thot, Anubis, Ptah i Toeris. Barwy i kontury malowideł zachowały swoją dawną ostrość i wyrazistość. W czasie pogrzebu zmarłego króla pomieszczenia przyległe do komory grobowej zapełniano wszelkiego rodzaju przedmiotami, mającymi służyć królowi w jego pozaziemskim bytowaniu. Składano tu przedmioty codziennego użytku i żywność: wypatroszone kaczki, udźce baranie, dzbany pełne piwa i wina, setki skrzyń i skrzynek wypełnionych wszelakiego rodzaju strojami, tysiące naczyń na kosztowne oleje, maści i pachnidła, pełne zestawy uzbrojenia: łuki, strzały, harpuny, bumerangi, maczugi i włócznie. A wszędzie wokół stały rozstawione statuetki króla w różnych pozach, ze złota, fajansu i drewna. Wokół nich całe regimenty uszebti, małych drewnianych figurek, które miały wykonywać wszelkie prace w zastępstwie swego Pana. Ale nade wszystko wszędzie błyszczało złoto, całe góry złota, kaskady i strumienie złota.